# Armorial des familles basques (Ba - Beo)
Cet article décrit l'armorial des familles basques par ordre alphabétique et concerne les familles dont les noms commencent par les lettres « Ba » successivement jusqu’à « Beo ».

## Blasonnements

### Ba
Famille Bachoué (de) (Soule):
| Blason | Blasonnement : D'or au chevron de gueules accompagné en chef de deux pigeons de sable, et en pointe d'une rose tigée et feuillée du même. Commentaires : Famille de Rivehaute. Filiation établie depuis Bertrand de Bachoué, d'Andrein, qui fut père de Johannot, sieur de Bachoué, capitaine qui reçut des lettres d'anoblissement le 23 novembre 1578. |

Famille Badiola (Arbonne):
| Blason | Blasonnement : Coupé, an 1 d'or à trois mouchetures d'hermines de sable, 1 et 2; au 2 d'azur à une tour d'argent. Alias: Parti, au 1 d'or au château de sable; au 2 losangé de sinople et d'or; à la bordure de gueules plain. Commentaires : Famille originaire d'Azpeitia (Guipuzcoa). |

Famille Bagalde (Irun):
| Blason | Blasonnement : D'argent au chêne de sinomple, au sanglier de sable appuyé contre le tronc. |

Famille Bagot (Labourd):
| Blason | Blasonnement : D'argent semé de mouchetures d'hermines de sable, et deux chevrons d'azur brochants. Commentaires : Famille originaire d'Angleterre qui fonda une maison à Urrugne, près de Saint-Jean-de-Luz (Labourd). |

Famille Baïgorry (Basse-Navarre):
| Blason | Blasonnement : D'argent à trois fasces d'azur. Commentaires : Armes des vicomtes de Baïgorry. |

Famille Balanza (Navarre):
| Blason | Blasonnement : Écartelé, aux 1 et 4 d'or à trois fasces de sable; aux 2 et 3 d'hermines, au chef de gueules chargé de trois flanchis d'or. Commentaires : Ancienne famille navarraise dont la maison d'armes était sise à Noain, près d'Estella. Preuves de noblesse en 1686. |

Famille Balardi (Saint-Jean-de-Luz):
| Blason | Blasonnement : Parti, au 1 d'or à cinq feuilles de peuplier de sinople posées en sautoir, accompagnées en pointe d'un chaudron de sable; au 2 de gueules à la bande d'argent engoulée de têtes de dragons de sinople lampassées de gueules. À la bordure générale d'azur chargée de quatre croissants d'argent et quatre flammes d'or alternés. Commentaires : Famille originaire de Saint-Sébastien (Donostia). |

Famille Balda (Guipuscoa):
| Blason | Blasonnement : D'or à cinq cotices en bande de sable (armes primitives). D'argent au chêne de sinople, un écusson d'or à cinq cotices de sable en bande brochant sur l'arbre, et un sanglier passant de sable brochant sur le tronc, poursuivi par quatre chiens d'argent posés en pal, 2 à senestre, et 2 à dextre, formant un orle à l'écusson. Commentaires : Famille de la mère de saint Ignace de Loyola. Maison noble d'Azcoitia dont les membres suivirent le parti des Gamboa. Ses descendants essaimèrent en Navarre, notamment à Pampelune et Betelu. |

Famille Baldaura (Navarre - Biscaye):
| Blason | Blasonnement : Parti, au 1 de gueules à l'aile d'or; au 2 de gueules à la demi-fleur de lys d'or. Alias: à une fleur de lys d'argent. Commentaires : Ancienne famille originaire de France dont était Benito de Valldaura qui participa à la guerre de conquête du royaume de Valence. |

Famille Balèche (Labourd):
| Blason | Blasonnement : Parti, de gueules et d'argent, a douze étoiles de l'un en l'autre posées en trois pals. |

Famille Balenciaga (Azkoitia):
| Blason | Blasonnement : D'azur à la tour d'or sur un mont au naturel. |

Famille Balza (Alava):
| Blason | Blasonnement : D'argent au chêne de sinople accosté de deux loups de sable appuyés contre le tronc, un agnelet d'argent brochant dans les branches de l'arbre. À la bordure de gueules chargée de huit flanchis d'or. Commentaires : Ancienne maison noble à Amurrio, au nord de l'Alava, dont les descendants essaimèrent en Guipuscoa et en Castille. |

Famille Bamber (Biscaye):
| Blason | Blasonnement : D'argent à deux chevrons de gueules accompagnés de quatre fleurs de lys de sable, 2 en chef et 2 en pointe. Commentaires : Famille originaire d'Angleterre établie à Durango au début du XVIIIe siècle. |

Famille Baquedano (Navarre):
| Blason | Blasonnement : Fascé d'or et d'argent de six pièces. Commentaires : Très ancienne famille navarraise qui participa à la croisade de saint Louis et du roi Thibault de Navarre. La maison souche se trouvait au lieu de Baquedano, dont elle prit le nom, dans la vallée d'Amezcoa Baja, au sud d'Alsasua, à la limite orientale de l'Alava. Preuves de noblesse à Pampelune en 1553. |

Famille Baquero (Biscaye):
| Blason | Blasonnement : D'azur à une vache passant d'or, la tête tournée à dextre, les mamelles gonflées. Commentaires : Armes parlantes. |

Famille Bar (Biscaye):
| Blason | Blasonnement : D'azur semé de croisettes recroisettées au pied fiché d'or, deux bars adossés du même posés en pal brochants. Alias: d'azur à deux bars adossés d'or posés en pal; à la bordure d'argent chargée de huit mouchetures d'hermines de sable. Commentaires : Famille issue de l'ancienne maison souveraine de Bar, en Lorraine, établie dès le XVe siècle à Ondarroa, sur la côte de Biscaye. |

Famille Barace (Soule - Erronkari):
| Blason | Blasonnement : D'azur à l'aigle d'or cantonnée de quatre fleurs de lys d'argent. Commentaires : Famille de Mauléon établie à Erronkari (Roncal) dans la vallée navarraise de ce nom. |

Famille Barandiaran (Guipuscoa):
| Blason | Blasonnement : D'azur à l'arbre au naturel, au loup aussi au naturel appuyé contre le tronc à senestre, et une bande d'argent chargée de trois étoiles d'azur brochant sur le tout. À la bordure d'argent chargée de huit flanchis de gueules. Commentaires : Famille d'Ataun, au sud de Beasain, à laquelle appartenait le préhistorien, anthropologue, ethnographe et archéologue, José Miguel de Barandiaran (1890-1991), auteur de nombreux ouvrages sur la mythologie, l'archéologie ou l'ethnographie au Pays basque, et qui vécut longtemps à Sare. |

Famille Barbarin (Navarre):
| Blason | Blasonnement : D'or à l'arbre de sinople, au loup passant de sable brochant au pied de l'arbre (alias: deux loups). Alias: de gueules à une bande d'or accompagnée en chef d'une étoile du même, et en pointe d'un croissant a"argent. Commentaires : Ancienne famille issue du lieu de Barbarin, dont elle prit le nom, au sud d'Estella. |

Famille Barbier (Labourd):
| Blason | Blasonnement : De gueules au pont de six arches d'or sur une onde d'argent et d'azur. |

Famille Barcelona (Valcarlos):
| Blason | Blasonnement : D'argent à quatre fasces ondées de sinople. Commentaires : Maison infançonne de Valcarlos, au pied du col de Roncevaux. |

Famille Bardaverrin (Basse-Navarre):
| Blason | Blasonnement : Écartelé, au 1 de gueules aux chaînes de Navarre d'or; aux 2 et 3 d'or au châtaignier de sinople; au 4 de gueules à trois fleurs de lys d'or 1 et 2. |

Famille Bardos (Labourd):
| Blason | Blasonnement : Losangé d'or et d'azur. Commentaires : Ramon de Bardos assista en 1270 à la croisade du roi saint Louis et de Thibault II, roi de Navarre. Sanche de Bardos, fils de Loup, est cité en 1257. |

Famille Bareta (Fontarrabie):
| Blason | Blasonnement : De gueules à une croix ancrée d'or, cantonnée de quatre coquilles d'argent. |

Famille Baroja (Alava):
| Blason | Blasonnement : Parti par un pal d'azur chargé de trois fleurs de lys d'or l'une sur l'autre, au 1 d'or au chaudron de sable; coupé aussi d'or au lion rampant de gueules; au 2 d'or au château cousu d'argent maçonné de sable, du sommet duquel est issant un bras armé de sable tenant un drapeau d'argent à la croix de gueules. Commentaires : Maison du lieu de Baroja, au sud de l'Alava, près de La Guardia (Biasteri). Preuves de noblesse en 1516, 1589, 1630 et 1779. |

Famille Baroja (Cinco Villas):
| Blason | Blasonnement : D'or à l'arbre de sinople et deux loups de sable, un agneau d'argent dans la gueule, brochant sur le tronc, l'un sur l'autre. Commentaires : La maison de l'écrivain Pio Baroja ( 1872 - 1956), où ces armes sont sculptées, se trouve à Bera (Vera de Bidassoa) au pied du col d'Ibardin, près du poste frontière avec la France. |

Famille Baron (Cinco Villas):
| Blason | Blasonnement : D'argent à la croix de gueules cantonnée de quatre roses du même, les pétales d'or. Alias: d'azur à la sirène d'or sur une onde d'argent et d'azur. Commentaires : Maison de Bera (Vera de Bidassoa). |

Famille Barracha (Navarre):
| Blason | Blasonnement : D'or au châtaignier au naturel accompagné de deux loups de sable appuyés contre le tronc. Alias: accompagné en chef d'un croissant échiqueté d'argent et de sable de deux tires. Commentaires : Maison de Lumbier, dans la vallée de l'Urrobi. |

Famille Barragan (Navarre):
| Blason | Blasonnement : Échiqueté de gueules et de vair de trois tires qui sont les armes des Quiñones, du royaume de Léon. Commentaires : Ancienne famille de Puente la Reina. |

Famille Barrandegui (Labourd):
| Blason | Blasonnement : D'or au lion rampant de gueules, couronné d'argent. Commentaires : Famille d'Hasparren. |

Famille Barrecheguren (Alava):
| Blason | Blasonnement : De gueules à l'arbre d'or composé de deux branches latérales tombantes, terrassé du même, sur une onde d'argent et d'azur, accompagné entre les branches d'une croix de Saint-Jean d'or, et en chef d'une couronne d'épines d'or supportant les trois clous de la Passion d'argent; à la bordure d'argent chargée de onze flanchis de sinople. Commentaires : Maison noble d'Okendo qui serait issue de la maison Ibarra ou Ibarrecoa, de Sopelana, en Biscaye. Filiation établie depuis Luis de Barrecheguren, premier seigneur connu de la maison de ce nom en 1450. |

Famille Barreneche (vallée du Baztan):
| Blason | Blasonnement : Echiqueté d'argent et de sable. Commentaires : Maison noble d'Arizcun qui essaima à Arrayoz et Berroeta, toujours dans la vallée du Baztan (armes de la vallée). |

Famille Barreneche (Basse-Navarre):
| Blason | Blasonnement : D'or a l'arbre de sinople; au loup de sable brochant sur le tronc. Commentaires : Maison en Ostabaret. |

Famille Barrenengoa (Alava):
| Blason | Blasonnement : D'or à la croix de gueules cantonnée de quatre étoiles d'azur à huit rais; à la bordure cousue d'argent chargée de huit feuilles de peuplier de sinople. Commentaires : Maison noble de Larrimbe, près Lezama, au nord de l'Alava, qui descendrait d'une ancienne famille française du nom de Val. |

Famille Barricarte (vallée de Roncal):
| Blason | Blasonnement : D'azur au pont à trois arches d'or accompagné en pointe d'un mont de trois coupeaux d'argent, et surmonté d'une tête de roi maure de sable, couronnée d'or et ensanglantée de gueules (armes de la vallée). Commentaires : Maison à Isaba, au nord de la vallée du Roncal. Confirmation de noblesse à Pampelune en 1781. |

Famille Barrière (Bayonne):
| Blason | Blasonnement : D'azur à une barrière d'or. Commentaires : Famille patricienne de Bayonne, Jean Barrière, bourgeois et ancien consul de la ville de Bayonne. |

Famille Barthe (Basse-Navarre):
| Blason | Blasonnement : D'or à deux tours de gueules posées en fasce surmontées d'un loup de sable. |

Famille Barturen (Biscaye):
| Blason | Blasonnement : D'or à l'arbre de sinople accosté de deux feuilles de peuplier de gueules et accompagné d'un loup de sable attaché au tronc et brochant sur lui, et en chef de trois étoiles d'or. Commentaires : Famille de Bàsigo de Baquio, près de Gernika, dont la filiation est établie depuis Joan de Barturen, au début du XVIe siècle. * Il y a là non-respect de la règle de contrariété des couleurs : ces armes sont fautives. |

Famille Basarte (vallée de Salazar):
| Blason | Blasonnement : De gueules au loup de sable, la tête contournée, tenant en sa gueule un agneau d'argent, qui sont les armes de la vallée de Salazar. Commentaires : Maison noble d'Ochagavia. Filiation établie depuis Lope de Basarte, vivant à Ochagavia à la fin du XVIe siècle, allié à Graciana Bornas. Leur fils, Bernardo, fut baptisé à Ochagavia en 1607. |

Famille Basauri (Guipuscoa):
| Blason | Blasonnement : D'or au mont de six rochers de sinople sur une onde d'azur et d'argent, chargé d'une cascade à deux jets d'argent; à la bordure de gueules à la chaîne d'or. Commentaires : Famille d'Oñate où est cité Martin Basauri en 1461. Preuves de noblesse en 1554, 1618, 1634, 1660 et 1776. |

Famille Baset (Navarre):
| Blason | Blasonnement : Parti, au 1 d'or à trois fasces d'azur; au 2 aussi d'or à deux fasces de gueules chargées chacune de trois coquilles d'argent. Commentaires : Famille originaire d'Arudy, en Béarn, établie en Navarre et Catalogne. |

Famille Basozabal (Donostia):
| Blason | Blasonnement : D'or au chêne de sinople accosté de deux loups de sable appuyés contre le tronc; à la bordure de gueules chargée de huit flanchis d'argent. Commentaires : Famille de Guipuzcoa avec une maison noble à Saint-Sébastien, mais aussi à Oñate, Alquiza, Olaberria et Bergara, ainsi qu'en Biscaye et Alava. |

Famille Bastan (Labourd):
| Blason | Blasonnement : De gueules au trêcheur (filet en forme de bordure) d'argent. Commentaires : Famille citée à Sare en 1609. |

Famille Bastarreche (Labourd):
| Blason | Blasonnement : De gueules à dix losanges d'argent posés en pal 3, 3, 3 et 1. Commentaires : Famille citée à Sare en 1609. |

Famille Basterreche (Bayonne):
| Blason | Blasonnement : De gueules au château à trois tours d'argent, accompagné de quatre fleurs de lys du même, et une bordure aussi d'argent chargée de douze étoiles cousues d'or. Commentaires : Filiation établie depuis Jean-Pierre Basterreche, vivant en 1740, qui épousa Gracieuse Lopé. |

Famille Basterrechea (Fontarrabie):
| Blason | Blasonnement : De gueules à la croix fleurdelisée d'argent accompagnée de six feuilles de peuplier du même posées en orle, et en pointe d'un loup passant de sable. Commentaires : Famille originaire de San Juan de Murélaga, en Biscaye qui essaima à Mundaka, Bermeo, Amurrio (en Alava) et à Fontarrabie où les Basterrechea sont habitants en 1645. |

Famille Basterrica / Bazterrica (Guiposcoa)
| [[Fichier:\|100px\|Blason]] | Blasonnement : D'argent au chêne de sinople, deux sangliers dressés appuyés sur le tronc . Commentaires : Famille originaire d'Azkoitia et Ataun dans la province de la Guiposcoa. |

Famille Bastida (Alava):
| Blason | Blasonnement : De sinople à la tour carrée adextrée d'argent, ouverte d'or, accompagnée à dextre d'un lion rampant d'or attaché à la porte de la tour, et à senestre d'une bastide d'or chargée d'hommes d'armes d'argent sans nombre. Commentaires : Famille issue de Juan Ruiz Bezudo qui participa à la première conquête de la ville de Cuenca et inventa la machine de guerre appelée "bastida", nom que ses descendants adoptèrent, fondant plusieurs maisons nobles notamment à Zumaia (Guipuscoa) et en Alava. La bastide est une sorle de rampe mobile montée sur un chariot, qui permet de prendre appui contre une muraille. |

Famille Batz (de) (Bayonne):
| Blason | Blasonnement : D'or au lion de gueules, armé et lampassé d'argent. Alias: écartelé d'azur à trois fasces d'or. |

Famille Bayano (Navarre):
| Blason | Blasonnement : D'argent à la croix alésée de gueules, les extrémités arrondies, vidée du champ. Commentaires : Différences entre dessin et blasonnement : La croix alésée est d'argent et rends les armes fautives. |

Famille Baylle (Navarre):
| Blason | Blasonnement : D'argent à une fasce d'azur accompagnée en chef de trois roses de gueules, et en pointe d'un léopard au naturel. Commentaires : Famille d'origine française, établie à Pampelune. |

Famille Bayona (Navarre):
| Blason | Blasonnement : D'argent à la fasce de gueules accompagnée en chef d'un arbre de sinople accosté de deux loups affrontés de sable, et en pointe d'un autre loup du même. Commentaires : Ancienne famille navarraise possédant des maisons nobles à Pampelune, en vallée d'Urrobi (Aoiz) et à Tafalla. Au début du XVe siècle, Juan de Bayona était seigneur de Rocafort. |

### Be
Famille Bearin (Navarre):
| Blason | Blasonnement : De gueules au chevron enté d'or chargé de trois têtes de lion d'azur et accompagné en pointe d'un croissant renversé d'argent. Alias: de gueules au chevron d'argent chargé de trois têtes de loup de sable, lampassées de gueules. Commentaires : Maison noble au lieu de Bearin, dans la vallée de Yerri, au nord d'Estella. |

Famille Bearnoy (Navarre):
| Blason | Blasonnement : D'argent au chêne de sinople, à l'ours de sable brochant sur le tronc. Commentaires : Famille originaire du Béarn. |

Famille Beas (Basse-Navarre):
| Blason | Blasonnement : D'or au chêne de sinople, englanté du champ, à l'ours de sable passant au pied du tronc. Commentaires : Famille de la région de Saint-Jean-Pied-de-Port. |

Famille Beascan (Pays de Mixe):
| Blason | Blasonnement : D'or à l'arbre de sinople, au sanglier passant de sable au pied du tronc. A la bordure de gueules chargée de huit flanchis d'or. |

Famille Beasoain (Navarre):
| Blason | Blasonnement : D'or à l'arbre de sinople, accompagné de deux loups passants de sable brochants sur le tronc, et de quatorze flanchis de gueules posés en orle. (Émaux reconstitués). Commentaires : Maison noble du lieu de Beasoain, dont elle prit le nom. |

Famille Beasqui (Basse-Navarre):
| Blason | Blasonnement : D'or à l'arbre de sinople accosté de deux coquilles de gueules. À la bordure de gueules chargée de huit flanchis d'or. |

Famille Beaumont-de-Lerin (Basse-Navarre):
| Blason | Blasonnement : Ecartelé, aux 1 et 4 de Navarre, au 2, d'azur semé de fleurs de lys d'or, au bâton componé d'argent et de gueules en abîme. qui est Evreux; au 3 d'azur semé de fleurs de lys d'or, qui est de France,. Commentaires : Maison issue de Louis de Navarre, comte de Beaumont-le-Roger, troisième fils de Philippe III, roi de Navarre, et de Jeanne de France. |

Famille Beauvau (de) (Bayonne):
| Blason | Blasonnement : D'argent à quatre lionceaux cantonnés de gueules, armés, lampassés et couronnés d'or,. Commentaires : Mgr René François de Beauvau du Rivau, évêque de Bayonne de 1701 à 1707. Né à Léméré (Indre-et-Loire) le 4 novembre 1664, décédé à Narbonne (Aude) le 4 août 1739, fut nommé évêque de Bayonne le 1er novembre 1700. |

Famille Bedorede (de) (Labourd):
| Blason | Blasonnement : D'argent au lion de gueules. Commentaires : Jean de Bédorède, écuyer, seigneur de la maison noble de Saint Laurent (de) Gosse, près d'Urt, en 1700. |

Famille Bedouich (Bidache):
| Blason | Blasonnement : D'hermines à une fasce fuselée de gueules. |

Famille Bedua (Guipuscoa):
| Blason | Blasonnement : D'or au chêne de sinople, au sanglier de sable appuyé contre le tronc. À la bordure de gueules chargée de huit flanchis d'or. Alias: parti de trois, au 1 d'argent au ruisseau d'azur accompagné de deux chiens de sable buvant dans ses eaux; au 2 de gueules à cinq feuilles de peuplier d'or posées en sautoir; au 3 d'argent à la croix fleurdelisée de gueules, et un croissant du même en pointe. A la bordure générale d'or à une chaîne d'azur. Commentaires : Ancienne famille de Zumaia et Cestona. Le majorat de Bedùa fut fondé en 1460. |

Famille Begoña (Biscaye):
| Blason | Blasonnement : D'azur à trois bandes d'or. Commentaires : Ancienne maison du lieu de ce nom. |

Famille Beguios (Pays de Mixe):
| Blason | Blasonnement : Échiqueté d'argent et de sable de trente pièces. Commentaires : Guillaume-Arnaud et Bernard de Beguios prêtent hommage à Sanche le Fort, roi de Navarre, au château de Gramont, avec les autres gentilshommes de Mixe, le 17 décembre 1203. |

Famille Behasque (Pays de Mixe):
| Blason | Blasonnement : D'or à l'arbre de sinople, au sanglier de sable brochant sur le fût. À la bordure de gueules chargée de huit flanchis d'or. Alias: écartelé, aux 1 et 4 comme ci-dessus; au 2 de gueules à trois dards d'argent empennés d'or, l'un en pal et les deux autres en sautoir, la pointe en bas; au 3 de gueules à trois dards d'or, empennés d'argent, rangés en pal, la pointe en bas. Devise : Aux Maures,. Commentaires : Le seigneur de Béhasque avait droit d'entrée aux États de Navarre d'après les rôles de 1572 à 1729. |

Famille Behere (Soule):
| Blason | Blasonnement : Commentaires : Famille de Saint-Étienne-de-Sauguis. Bernard de Beeria est cité parmi les nobles des trois provinces basques cis-pyrénéennes qui, en 1276, prirent parti dans les troupes d'Eustache de Beaumarchais envoyé pour combattre la guerre civile à Pampelune. |

Famille Behic (de) (Bayonne):
| Blason | Blasonnement : De gueules à trois gerbes d'or 2 et I, soutenues chacune d'un croissant d'argent. Commentaires : Dominique de Bénie, était fils, bourgeois et marchand de Bayonne en 1700. |

Famille Behorleguy (Basse-Navarre):
| Blason | Blasonnement : D'argent à cinq fleurs de lys d'azur posées en sautoir,. Commentaires : Maison noble du Pays de Cize, érigée en baronnie en 1391. Elle fut donnée en 1393 à Jean de Béarn, gouverneur de Lourdes par Charles III le Noble, roi de Navarre. |

Famille Bela (Soule):
| Blason | Blasonnement : D'argent au coq de gueules. À la bordure de sinople chargée de quatre coquilles d'argent,. Commentaires : Selon le blason et les inscriptions sculptées au-dessus de la porte de l'ancien moulin d'Asconeguy, les armes de la famille de Bêla pourraient être d'or (ou d'argent) à l'ours rampant de sable. Ces armes sont encadrées des deux inscriptions: Philippe de Bêla - Elisabeth de Belaspect, 1767. |

Famille Belaochaga (Biscaye):
| Blason | Blasonnement : Ecartelé, aux 1 et 4 d'azur au losange d'or chargé d'une aigle de gueules; aux 2 et 3 d'argent au sanglier passant de sable (armes de la branche de Valence). Alias: d'or à l'arbre de sinople, fruité d'or, surmonté d'une croisette fleurdelisée de gueules. À la bordure de gueules chargée de huit flanchis d'or. Commentaires : Ancienne famille avec maison noble à Dima, près de Durango, au sud-ouest de la Biscaye. Un chevalier de ce lignage accompagna le roi Jacques II d'Aragon à la conquête de Valence. |

Famille Belaunza (Guipuscoa):
| Blason | Blasonnement : Écartelé, au 1 de gueules à trois jarres d'or posées 1 et 2; au 2 d'argent au chêne de sinople; au 3 d'argent à trois lévriers au naturel; au 4 de sinople au sanglier passant de sable. Commentaires : Maison noble au lieu de ce nom, à proximité est de Tolosa. Une branche s'établit à Corella, au sud de la Navarre. |

Famille Beleret (Basse-Navarre):
| Blason | Blasonnement : D'or à l'arbre de sinople, au loup de sable attaché au tronc par une chaîne. Alias: écartelé, aux 1 et 4 d'azur au lion passant d'or; aux 2 et 3 d'or à l'arbre de sinople, au loup de sable attaché au tronc par une chaîne. Commentaires : Maison noble Belerelecoa, à Arrueta. Une branche s'établit en Haute-Navarre, à Tafalla et Lumbier. |

Famille Belhart (Basse-Navarre):
| Blason | Blasonnement : De gueules à la croix d'or cantonnée de quatre serres d'argent. |

Famille Bellay (du) voir Du Bellay:
Famille Bellefonds voir Gigault de Bellefonds:
Famille Beloque (Labourd):
| Blason | Blasonnement : D'argent à trois bandes d'azur. Commentaires : Famille d'Ustaritz, alliée aux Echauz. Branches à Olite et Pampelune, en Navarre. |

Famille Beloqui (Navarre):
| Blason | Blasonnement : Échiqueté d'or et d'azur. Commentaires : Maison noble dénommée Beloquigoyena, à Uztegui, avec une branche établie à Arruazu, près Alsasua. Preuves de noblesse à Tolosa, en Guipuzcoa, en 1758, et à Azpeitia en 1769. |

Famille Belostegui (Biscaye):
| Blason | Blasonnement : D'or à trois chevrons d'azur, à la bordure de gueules chargée de treize étoiles d'or. Commentaires : Maison à Zaldu, agglomération de Gordejuela, au sud-ouest de Bilbao, issue du lignage de Salazar. |

Famille Belsa (Guipuscoa):
| Blason | Blasonnement : D'argent au brodequin de sable. Commentaires : Famille de Tolosa établie à Beasain et Ataun. Habitants de Tolosa en 1415, de Beasain et Ataun en 1399. |

Famille Belson (Labourd):
| Blason | Blasonnement : Parti, de gueules et d'azur, un chevron engrêlé d'argent chargé de trois galettes d'azur brochant, accompagné de trois têtes coupées de chien (d'argent ?), colletées et ensanglantées de gueules. Commentaires : Famille d'origine anglaise établie à Urrugne, certainement à l'époque de l'Aquitaine anglaise. |

Famille Belsue Fontarrabie):
| Blason | Blasonnement : D'azur au lion d'argent, dans un orle de huit fleurs de lys d'or. |

Famille Belsunce (Ayherre):
| Blason | Blasonnement : Écartelé, aux 1 et 4 d'or à deux vaches passantes de gueules l'une sur l'autre, accornées, colletées et clarinées d'azur; aux 2 et 3 d'argent à l'hydre de sinople dont l'une des trois (alias: sept) têtes est en partie tranchée. Commentaires : Belzunce (Beltza Huntz: hibou noir). Ancienne famille de Basse-Navarre connue depuis Roger, seigneur de Belsunce, qui aurait acquis la vicomté de Macaye, en Labourd, en 1154. |

Famille Beltran (Alava):
| Blason | Blasonnement : Écartelé. aux 1 et 4 d'or au loup passant de sable; aux 2 et 3 d'azur à la bande d'or accompagnée en chef d'une étoile du même et en pointe d'une fleur de lis aussi d'or. Commentaires : Famille Beltran originaire de Llarraza, près de Vitoria, en Alava. |

Famille Beltran (Biscaye):
| Blason | Blasonnement : Écartelé, aux 1 et 4 de sinople à l'aigle d'argent, cantonnée de quatre étoiles du même; aux 2 et 3 d'argent à l'arbre de sinople, terrassé du même, deux lances d'azur, les pointes en haut ensanglantées de gueules, posées en sautoir et brochant sur le tronc. Commentaires : Plusieurs familles différentes portent ce patronyme. |

Famille Beltran (Navarre):
| Blason | Blasonnement : D'argent à deux croissants adossés de sable. Commentaires : Famille de Navarre, serait originaire de France. Ils essaimèrent à Tolède et au Portugal. |

Famille Belzunegi (Navarre):
| Blason | Blasonnement : D'or à trois lunels de gueules. Alias: d'or à cinq trangles de gueules. Commentaires : Maison noble au lieu de Belzunegui, dont elle prit le nom, vallée d'Esterribar, au sud du Val d'Erro. LUNEL: Ce meuble ne se rencontre guère que dans les armes espagnoles; il est formé de quatre croissants appointés, leur aspect est celui d'une rose à quatre feuilles dont le cœur serait ouvert. |

Famille Bendaña (Alava):
| Blason | Blasonnement : D'or à l'arbre arraché de sinople, un ours de sable appuyé contre le tronc. Commentaires : Ancien lignage dont le beau palais est toujours visible dans la vieille ville de Vitoria, issu d'un seigneur de ce nom armé chevalier par le roi Alphonse XI de Castille, en 1331. |

Famille Benegorri (Navarre):
| Blason | Blasonnement : D'argent à deux châteaux de gueules posés l'un sur l'autre, ouverts d'azur, accompagnés d'une étoile du même au canton dextre du chef. Commentaires : Palacio très anciennement cité, dans la vallée de la Valdorba, au nord de Tafalla. |

Famille Benesa (Fontarrabie):
| Blason | Blasonnement : D'azur au lévrier bondissant d'argent, tacheté d'or, colleté d'or et de gueules, entouré de cinq étoiles d'argent, deux à chaque flanc et une en chef. Alias : écartelé: au 1 d'azur au château d'or; au 2 de gueules à l'étendard aux armes de Castille; au 3 de Benesa, comme ci-dessus; au 4 d'azur à l'arbre au naturel, au sanglier de sable passant au pied du tronc. |

Famille Beobide (Fontarrabie):
| Blason | Blasonnement : D'azur à l'arbre d'or, fruité de sinople. Commentaires : Famille de Guipuzcoa qui prouva sa noblesse à Fontarabie en 1744 en la personne de Ramon Beobide. |

Famille Beorlegui (Basse-Navarre):
| Blason | Blasonnement : De gueules à cinq fleurs de lys d'argent posées en sautoir. Alias: d'argent à cinq fleurs de lys d'azur posées en sautoir. Commentaires : Maison noble avec palacio au lieu de ce nom. Charles III le Noble érigea en 1391 cette maison en baronnie en faveur de Jean de Béarn. |